# Jatimulya (Kuwarasan)
Jatimulya is een bestuurslaag in het regentschap Kebumen van de provincie Midden-Java, Indonesië. Jatimulya telt 1436 inwoners (volkstelling 2010).